# 1952年ヘルシンキオリンピックのサッカー競技
1952年ヘルシンキオリンピックのサッカー競技（1952ねんヘルシンキオリンピックのサッカーきょうぎ）は、1952年7月15日に開幕、8月2日に決勝戦が行われ、ハンガリーが優勝した。

## 概要
25チームという過去最多の出場国がオリンピック本戦に出場した大会である。1950年6月から1954年6月のワールドカップ・スイス大会決勝の西ドイツ戦まで無敗を誇り、当時『マジックマジャール』の通称で呼ばれたハンガリー代表チームが圧倒的な強さを見せて優勝した。

## 競技結果

### 1回戦
| 7月15日 |

| ポーランド                          | 2–1    | フランス      |
| トランピッツ 31分 · クラソウカ 49分 | Report | レブロン 30分 |

| ラハティ |

| 7月15日 |

| ハンガリー                  | 2–1    | ルーマニア |
| チボル 21分 · コチシュ 73分 | Report | スル 86分  |

| トゥルク |

| 7月15日 |

| ユーゴスラビア                                                                               | 10–1   | インド                  |
| ヴカス 2分 62分 · ミティッチ 14分 43分 · ゼベツ 17分 23分 60分 87分 · オグニャノヴ 52分 67分 | Report | アフメッド・ハーン 89分 |

| ヘルシンキ |

| 7月15日 |

| デンマーク           | 2–1    | ギリシャ              |
| ペテルセン 36分 37分 | Report | エマノウイリデス 85分 |

| タンペレ |

| 7月15日 |

| ソビエト連邦                        | 2–1 (a.e.t.) | ブルガリア  |
| ボブロフ 100分 · トロフィモフ 104分 | Report       | コレフ 95分 |

| コトカ |

| 7月16日 |

| イタリア | 8–0    | アメリカ合衆国 |
| ジモナ 3分 51分 75分 · パンドルフィーニ 16分 62分 · ヴェンチュリ 27分 · フォンタネージ 52分 · マリアーニ 87分 | Report |                |

| タンペレ |

| 7月16日 |

| ブラジル                                                                  | 5–1    | オランダ              |
| トッツィ 25分 · ラリー 33分 (p.k.) 36分 · ジャンセン 81分 · ヴァヴァ 86分 | Report | ファン・ルッセル 15分 |

| トゥルク |

| 7月16日 |

| ルクセンブルク                                       | 5–3 (a.e.t.) | イギリス                                    |
| ローラー 60分 95分 97分 · レッツ 91分 · ガレス 102分 | Report       | ロブ 12分 · スレイター 101分 · ルイス 118分 |

| ラハティ |

| 7月16日 |

| エジプト                                                            | 5–4    | チリ                             |
| エルフェル 27分 · メチャウリ 43分 · エルディズウィー 66分 75分 80分 | Report | ハラ 7分 78分 · ビアル 14分 88分 |

| コトカ |

### 2回戦
| 7月19日 |

| フィンランド                         | 3–4    | オーストリア                                                       |
| ストルペ 11分 34分 · リトケネン 36分 | Report | ゴルンフーバー 8分 (p.k.) 30分 · ストルンプフ 59分 · グロース 79分 |

| ヘルシンキ |

| 7月20日 |

| ブラジル                    | 2–1    | ルクセンブルク |
| ラリー 42分 · トッツィ 49分 | Report | ガレス 86分    |

| コトカ |

| 7月20日 |

| ユーゴスラビア                                                       | 5–5 (a.e.t.) | ソビエト連邦                                                |
| ミティッチ 29分 · オグニャノヴ 33分 · ゼベツ 44分 59分 · ボベク 46分 | Report       | ボブロフ 53分 77分 87分 · トロフィモフ 75分 · ペトロフ 89分 |

| タンペレ |

| 7月22日 |

| ユーゴスラビア                                             | 3–1    | ソビエト連邦 |
| ミティッチ 19分 · ボベク 29分 (p.k.) · チャイコヴスキ 54分 | Report | ボブロフ 6分 |

| タンペレ |

| 7月20日 |

| 西ドイツ                               | 3–1    | エジプト              |
| クルーク 33分 · シュレーダー 38分 61分 | Report | エルディズウィー 64分 |

| トゥルク |

| 7月21日 |

| デンマーク                      | 2–0    | ポーランド |
| セーバシ 17分 · ニールセン 69分 | Report |            |

| トゥルク |

| 7月21日 |

| スウェーデン                                         | 4–1    | ノルウェー        |
| ブロッド 23分 35分 · リデル 81分 · ベントション 89分 | Report | サーレンセン 83分 |

| タンペレ |

| 7月21日 |

| ハンガリー                             | 3–0    | イタリア |
| パロターシュ 11分 20分 · コチシュ 83分 | Report |          |

| ヘルシンキ |

| 7月21日 |

| トルコ                          | 2–1    | オランダ領アンティル |
| トカヂ 9分 · ビルゲ 76分 (p.k.) | Report | ブリーゼン 79分      |

| ラハティ |

### 準々決勝
| 7月23日 |

| スウェーデン                                  | 3–1    | オーストリア  |
| サンドベリ 80分 · ブロッド 85分 · リデル 87分 | Report | グロース 40分 |

| ヘルシンキ |

| 7月24日 |

| 西ドイツ                                                    | 4–2 (a.e.t.) | ブラジル                  |
| シュレーダー 75分 96分 · クルーク 89分 · ツァイトラー 120分 | Report       | ラリー 12分 · ゾジモ 74分 |

| ヘルシンキ |

| 7月24日 |

| ハンガリー                                                                                    | 7–1    | トルコ      |
| パロターシュ 18分 · コチシュ 32分 90分 · ラントシュ 48分 · プスカシュ 54分 72分 · ボジク 70分 | Report | グデル 57分 |

| コトカ |

| 7月25日 |

| ユーゴスラビア                                                                    | 5–3    | デンマーク                                        |
| チャイコヴスキ 19分 · オグニャノヴ 35分 · ヴカス 41分 · ボベク 78分 · ゼベツ 81分 | Report | ルンドベルグ 63分 · セーバシ 85分 · ハンセン 87分 |

| ヘルシンキ |

### 準決勝
| 7月28日 |

| ハンガリー                                                                                   | 6–0    | スウェーデン |
| プスカシュ 1分 · パロターシュ 16分 · リンド 36分 (o.g.) · コチシュ 65分 69分 · ヒデクチ 67分 | Report |              |

| ヘルシンキ |

| 7月29日 |

| ユーゴスラビア                            | 3–1    | 西ドイツ                |
| ミティッチ 3分 24分 · チャイコヴスキ 30分 | Report | シュトレンヴェルク 12分 |

| ヘルシンキ |

### 3位決定戦
| 8月1日 |

| スウェーデン                  | 2–0    | 西ドイツ |
| リデル 11分 · レフグレン 86分 | Report |          |

| ヘルシンキ |

### 決勝
| 8月2日 |

| ハンガリー                    | 2–0    | ユーゴスラビア |
| プスカシュ 70分 · チボル 88分 | Report |                |

| ヘルシンキ |